# Force (Star Wars)

Logo de la franchise de science-fiction à grand spectacle de George Lucas : Star Wars.

Pour les articles homonymes, voir Force.
 (juillet 2014).
Si vous disposez d'ouvrages ou d'articles de référence ou si vous connaissez des sites web de qualité traitant du thème abordé ici, merci de compléter l'article en donnant les références utiles à sa vérifiabilité et en les liant à la section « Notes et références ».
Dans l’univers de Star Wars, la Force est un champ d’énergie s’appliquant à tous les êtres vivants et les entourant. La Force donne à ceux qui y sont sensibles différents pouvoirs plus ou moins puissants (en fonction de la sensibilité avec celle-ci). Des micro-organismes nommés « midi-chloriens », qui vivent en symbiose chez la plupart des êtres vivants de la Galaxie, permettent à leurs hôtes d'être connectés à la Force. Ces êtres sont originaires de la « Planète de la Force ». La Force est l'ensemble de ceux qui vivent et meurent, elle relie cet ensemble à la galaxie

## Définition
La Force semble être une sorte d'énergie omniprésente, qui émane de tout être et qui les relie. Elle est aussi mystérieuse et personne n’est encore arrivé à en percer l’origine. Cependant, il est clair que tout individu capable de la contrôler obtient d'intéressantes facultés : des pouvoirs télékinétiques, lui permettant d'agir sur la matière par la seule force de sa volonté, du simple fruit (Anakin Skywalker, épisode II) au chasseur stellaire (Yoda, épisode V), des capacités physiques et sensorielles décuplées, et l'aptitude à influer sur les flux d'énergie physique, les pensées d'autrui ou encore, guérir des blessures (Rey Skywalker, épisode IX), voire ressusciter certaines personnes (Ben Solo, épisode IX)

### Le côté obscur et le côté lumineux

#### Côté lumineux
Portées par l’idéal du bien, les personnes affiliées à la Lumière s’emploient à servir les autres en symbiose avec la Force. Les principes de base sont la bienveillance, l’assistance et la préservation, dans l'objectif de maintenir la paix. Les adeptes du côté lumineux défendent la paix et s'efforcent de maintenir l’équilibre de la Force dans la galaxie.

#### Côté obscur
Peur, haine, agressivité et ambition sont les fondements du Côté Obscur. Ses adeptes ont comme seul objectif d’augmenter leurs propres pouvoirs. Les pouvoirs du Côté Obscur ne sont généralement pas utilisés pour les autres mais toujours dans un intérêt personnel. 
Un utilisateur de la Force sombre choisit souvent le Côté obscur à la suite d'un passé douloureux, comme celui d'Anakin, après une jeunesse d'esclave suivie d'une vie durant laquelle les Jedi lui refusent certains droits, comme l'accès au rang de Maître. D'autres, comme Ben Solo, choisissent le Côté obscur comme protection efficace après s'être sentis en danger. Cependant, il en existe, tel Palpatine, qui ne le font que pour une ambition personnelle bien qu'ils aient vécu une vie sûre et confortable.
Le Côté Obscur est aussi addictif : plus on l’embrasse et accumule de pouvoirs, plus on veut resserrer les liens avec le Côté Obscur et ses pouvoirs.
On notera que l'expression de « côté obscur » est fréquemment employée dans la vie courante pour désigner l'opposition à un principe ou à un camp.

## Pouvoirs de la Force
Certains êtres avec un taux élevé de midi-chloriens ont la faculté de l’utiliser pour acquérir divers pouvoirs plus ou moins puissants. Les plus puissants de ces pouvoirs ne sont maîtrisés que par très peu de personnes et plus une personne est puissante, plus les pouvoirs sont efficaces.
La Force permet d'effectuer plusieurs actions, dont :
- la télékinésie : pouvoir permettant le déplacement d'objets, plus ou moins lourd et plus ou moins nombreux. Yoda sort ainsi de l'eau le X-Wing de Luke Skywalker[4].
- la manipulation mentale : influence exercée sur les pensées d'un individu pour lui inculquer une idée et le faire faire des actes en particulier. Obi-Wan Kenobi l'utilise lorsqu'il dit à un vendeur de bâtons de la mort « Tu vas rentrer chez toi et réfléchir à ton avenir »[5].
- la sonde mentale : lecture dans les pensées d'un autre individu. Snoke l'utilise pour en savoir plus sur les intentions de Kylo Ren[4].
- la prédiction : aptitude à lire dans l'avenir sous forme de visions vagues. Rey Palpatine découvre de cette manière que Ben Solo reviendrait dans le Côté Lumineux[4].
- l'analyse de la sensibilité : un utilisateur de la Force peut estimer la capacité d'un autre individu à s'en servir. Dark Vador et Dark Sidious comprennent ainsi que Luke est très sensible à la Force[4].
- les éclairs : foudre créée par les doigts, utilisable avec puissance variable en fonction de l'objectif. Dark Sidious s'en sert pour torturer Luke[6].
- l'aide au pilotage : un vaisseau peut être manié plus facilement avec la Force. Luke détruit l'Etoile de la Mort en s'aidant de la Force dans son X-Wing[7].
- projection d'illusion : permet de manipuler à distance une fausse version de soi-même. Luke combat sous cette forme Kylo Ren[4].
- la survie en environnement extrême : moyen de dépasser les limites humaines et de tenir durant un certain temps hors de zone habitable. Leia Organa survit ainsi à l'explosion du vaisseau où elle se trouvait, là où Ackbar et les autres officiers présents meurent[4].
- l'existence sous forme de spectre : capacité à surpasser partiellement la mort en subsistant sous forme de fantôme invincible. C'est le cas d'Obi-Wan ou de Yoda[5].
- le contrôle des midi-chloriens : aptitude à créer la vie ou la mort et à surpasser cette dernière. Dark Plagueis en était capable, et son apprenti Dark Sidious a pu, en maîtrisant cette capacité, survivre à la bataille d'Endor puis créer Snoke[8].
- une éventuelle forte connexion : certains utilisateurs forment une dyade et peuvent alors communiquer à travers la Force plus étroitement, malgré l'éloignement physique. Rey et Ben Solo forment une dyade[5].

## UniversLégendes
À la suite du rachat de la société Lucasfilm par The Walt Disney Company, tous les éléments racontés dans les produits dérivés datant d'avant le 26 avril 2014 ont été déclarés comme étant en dehors du canon et ont été regroupés sous l’appellation « Star Wars Légendes ».
Pendant 10 000 ans, les érudits tythoniens ont pensé que la Force était une et indivisible. Mais la guerre de la Force qui ravagea Tython en 25 000 av. BY a révélé la nature équivoque de la Force, qui possède un côté clair et un côté sombre. L'ordre Jedi a été créé afin de promouvoir l'étude de la Lumière, tandis que l'ordre Sith, héritier des Jedis noirs, se consacre à l'étude du Côté Obscur. Chacun combat l'autre afin de faire prévaloir son interprétation de la Force, sachant qu'il y a toujours des dissidents dans les deux camps.
Pour les adeptes de la Force Unifiée, la Lumière et le Côté obscur sont les deux parties de la Force qui s’y trouvent en équilibre, tandis que les adeptes de la Force Vivante pensent qu’ils n’existent naturellement pas, qu’ils ne sont que des visions subjectives de l’utilisation de la Force pour le bien ou le mal.

## « Que la Force soit avec toi »
L'expression « Que la Force soit avec toi » (en anglais : May the Force be with you) est devenue culte et est symbolique de l'héritage de Star Wars (La Guerre des étoiles). Cette phrase a été dite par au moins un personnage dans chacun des films des trois trilogies. En dehors des films desquels elle est extraite et de son univers, cette phrase familière est généralement utilisée de manière ironique, faussement solennelle.
Cette expression est très proche de l'expression liturgique chrétienne « le seigneur soit avec vous » (en latin, Dominus Vobiscum), qui est répétée plusieurs fois par le prêtre officiant au cours de la messe et à laquelle les fidèles répondent par la phrase « et avec votre esprit ».
Plus simplement, le producteur des deux premiers épisodes de la première trilogie Gary Kurtz explique que l’expression viendrait de l'adieu d'origine médiévale « May God go with you », (« Que Dieu vous accompagne », « Que Dieu vous garde »).
L'origine de la citation viendrait aussi du premier tournage de Star Wars qui s'est déroulé en Tunisie et où George Lucas se serait inspiré du « Assalamu alaykum » qui signifie « que la paix soit sur vous ».

### Prélogie
Dans la trilogie préquelle, l'expression est dite dans l'épisode I par Qui-Gon Jinn à Anakin Skywalker et aussi par Mace Windu et Yoda. Obi-Wan Kenobi la dit à Anakin dans l'épisode II, qui la lui répète à nouveau. La phrase est à nouveau échangée entre Anakin et Obi-Wan dans l'épisode III, où Mace Windu dit aussi « Que la Force soit avec nous tous ».

### Trilogie originale
Dans Un nouvel espoir, il y a plusieurs mentions de la Force en référence à Luke Skywalker par Obi-Wan Kenobi (« Utilise la Force, Luke » et « que la Force soit avec toi, à jamais ») et Dark Vador (« c'est à croire qu'il est protégé par la Force »). L'expression exacte est dite par le général Dodonna après avoir expliqué le plan d'attaque de l'Étoile de la Mort aux pilotes rebelles et est dite encore par Han Solo à Luke, juste avant l'attaque de cette dernière. La phrase est également dite par Luke à la fin de l'épisode V. Une variante, « Que la Force soit avec nous », est dite par l'Amiral Ackbar dans l'épisode VI.

### Troisième trilogie
L'expression est prononcée dans Le Réveil de la Force par Leia à Rey, alors que celle-ci est sur le point de partir retrouver Luke Skywalker sur Ahch-To . Dans Les Derniers Jedi, elle est prononcée une première fois par la vice-amirale Holdo à l'issue de son discours aux combattants de la Résistance, puis plus tard par Finn à Rose. Enfin, Holdo et Leia commencent à la prononcer en même temps, avant de s'arrêter, Leia disant à Holdo « Je vous laisse finir, je l'ai assez dit », et celle-ci prononçant finalement « Que la Force soit avec vous... à jamais ! ».

### Films dérivés
Dans la scène finale du making-of du spin-off Rogue One, diffusé à Londres le vendredi 15 juillet 2016 à l'occasion de la Star Wars Celebration Europe 2016, sous l'intitulé Rogue One: A Star Wars Story - Celebration Reel, on voit l'actrice principale Felicity Jones, incarnant l'héroïne Jyn Erso, prononcer cette expression sous la forme « Que la Force soit avec Nous » à ses comparses à bord d'un transporteur de troupes.
Dans l'extrait diffusé le 12 août 2016 à l'occasion des jeux olympiques organisés à Rio, l'acteur Donnie Yen qui interprète le guerrier aveugle Chirrut Îmwe, fait lui aussi référence à la Force sous l'expression : « Tout est tel que le veut la Force ».
La phrase est prononcée par l'amiral Raddus a l'intention du commando Rogue One quelques instants avant la destruction des archives impériales par l'Étoile de la Mort.

### Renommée
En 2005, l'expression a été choisie comme numéro 8 de la liste de l'American Film Institute, AFI's 100 Years... 100 Movie Quotes.
Le 4 mai est la journée Star Wars intergalactique, tiré du calembour anglais May the Fourth be with you (« Que le quatre mai soit avec vous »).